# Caproni Ca.4
Il Caproni Ca.4 fu il quarto aeroplano progettato e costruito dal pioniere dell'aviazione trentino Gianni Caproni.
Molto simile al predecessore Caproni Ca.3, di cui condivideva la configurazione e la struttura, volò nella prima metà del 1911.

## Storia del progetto
Il Ca.4 era il successore del Ca.3 nella serie di biplani pionieristici che Gianni Caproni costruì e sperimentò tra il 1910 e il 1911 nell'officina e campo di volo improvvisati alla Malpensa prima e a Vizzola Ticino poi. Era un biplano monomotore a elica traente con tradizionale configurazione ad ali in prua e impennaggi in coda, ma era privo di fusoliera: essa era sostituita da una leggera struttura formata da due steli di bambù, che garantiva al pilota (seduto tra l'ala e la coda) un'ottima visibilità, anche verso il basso. Dopo una caduta, che danneggiò l'aereo, la trave di coda venne ricostruita con quattro bambù.
Il motore era il Rebus a 4 cilindri in linea, raffreddato ad acqua, da 50 CV che aveva già spinto il Ca.2. Esso azionava un'elica bipala in presa diretta di 1,54 m di diametro.
Il carrello d'atterraggio reintroduceva le due ruote stabilizzatrici, collocate sotto le estremità alari, che avevano caratterizzato i Caproni Ca.1 e Ca.2 ma erano state eliminate dal Ca.3.

## Bibliografia

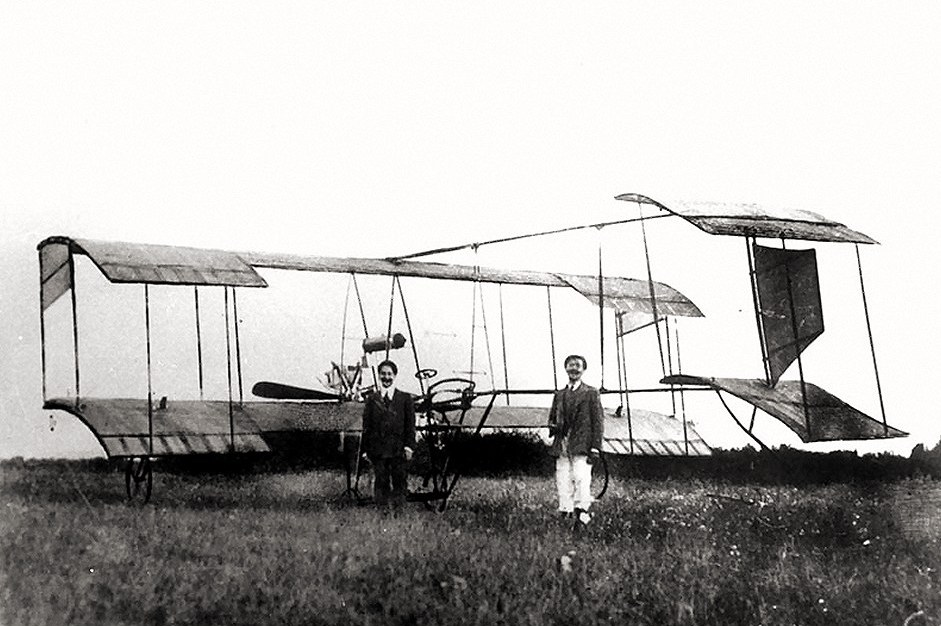
Vista posteriore di tre quarti del Ca.4